# Landkreis Mährisch Trübau

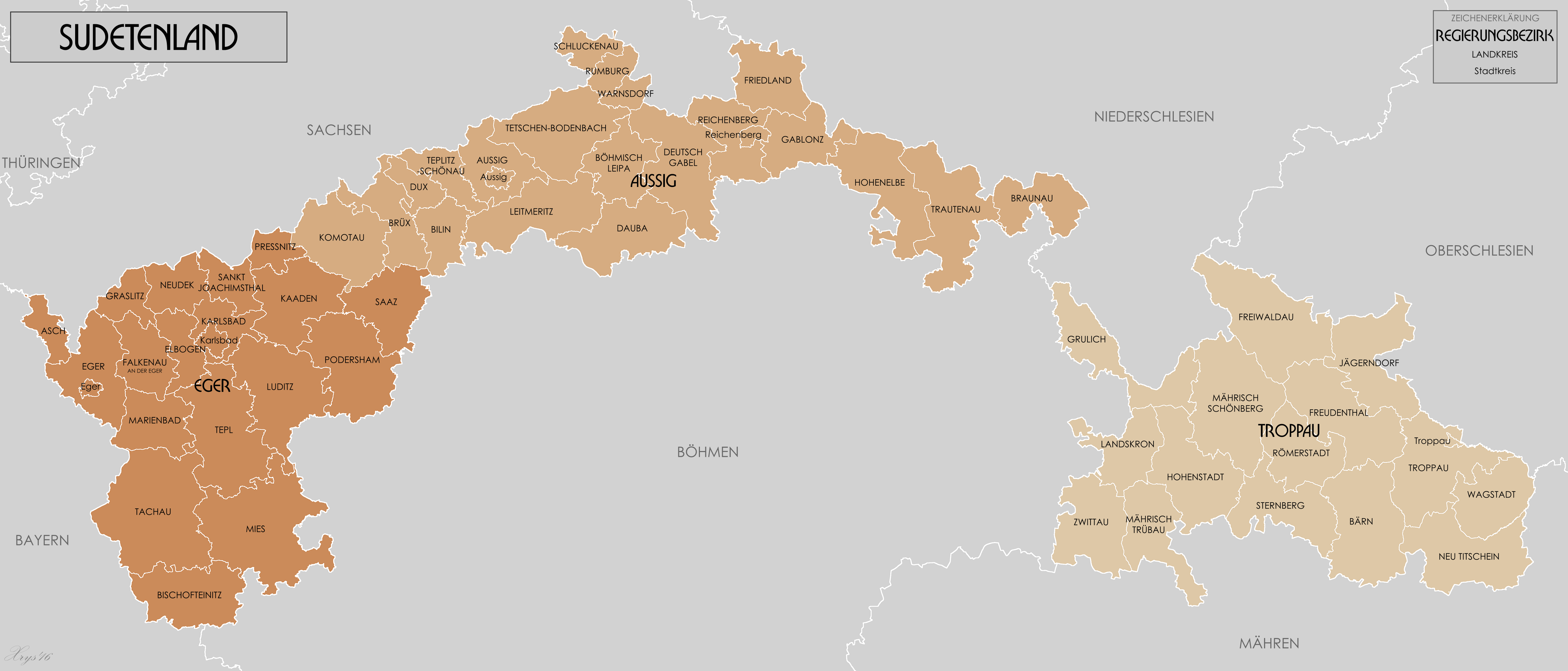
Verwaltungskarte des Reichsgaus Sudetenland

Der deutsche Landkreis Mährisch Trübau bestand in der Zeit zwischen 1938 und 1945. Er umfasste am 1. Januar 1945 eine Stadt und 46 weitere Gemeinden.
Das Gebiet des Landkreises Mährisch Trübau hatte am 1. Dezember 1939 36.533 Einwohner, am 17. Mai 1939 36.225 Einwohner und am 17. Mai 1947 23.185 Einwohner.

## Verwaltungsgeschichte

### Tschechoslowakei / Deutsche Besatzung
Vor dem Münchner Abkommen vom 29. September 1938 gehörten die politischen Bezirke Litovel und Moravská Třebová zur Tschechoslowakei.
In der Zeit vom 1. bis 10. Oktober 1938 besetzten deutsche Truppen dieses Gebiet bis zur vereinbarten Demarkationslinie. Der politische Bezirk Litovel trug fortan die frühere deutsch-österreichische Bezeichnung Littau. Er umfasste den Gerichtsbezirk Konitz (teilweise). Der politische Bezirk Moravská Třebová trug fortan die frühere deutsch-österreichische Bezeichnung Mährisch Trübau. Er umfasste die Gerichtsbezirke Gewitsch (teilweise), Mährisch Trübau (teilweise) und Zwittau. Seit dem 20. November 1938 führten die politischen Bezirke Littau und Mährisch Trübau die Bezeichnung „Landkreis“. Sie unterstanden bis zu diesem Tage dem Oberbefehlshaber des Heeres, Generaloberst Walther von Brauchitsch, als Militärverwaltungschef.

### Deutsches Reich
Am 21. November 1938 wurde das Gebiet der Landkreise Littau und Mährisch Trübau förmlich in das Deutsche Reich eingegliedert und kam zum Verwaltungsbezirk der Sudetendeutschen Gebiete unter dem Reichskommissar Konrad Henlein.
Sitz der Kreisverwaltung wurde die Stadt Mährisch Trübau.
Ab dem 15. April 1939 galt das Gesetz über den Aufbau der Verwaltung im Reichsgau Sudetenland (Sudetengaugesetz). Danach kamen die Landkreise Littau (teilweise) und Mährisch Trübau (teilweise) zum Reichsgau Sudetenland und wurde dem neuen Regierungsbezirk Troppau zugeteilt.
Zum 1. Mai 1939 wurde eine Neugliederung der teilweise zerschnittenen Kreise im Sudetenland verfügt. Danach wurden die Teile des Restes des Landkreises Littau (Gerichtsbezirk Konitz bis zur neuen Reichsgrenze) in den Landkreis Mährisch Trübau eingegliedert, während dieser die Gemeinden des Gerichtsbezirks Zwittau an den neugebildeten Landkreis Zwittau abgab. Der Rest des Landkreises Littau (Gerichtsbezirk Littau bis zur neuen Reichsgrenze) wurde auf die Landkreise Bärn und Sternberg verteilt.
Bei diesem Zustand blieb es bis zum Ende des Zweiten Weltkriegs.

### Tschechische Republik
Seit 1945 gehörte das Gebiet zunächst wieder zur Tschechoslowakei. Heute ist es ein Teil der Tschechischen Republik.

## Landräte
1939–9999: Oskar Nebes († 1939) (kommissarisch)
1939–9999: Werner Vogel (Landrat)
1939–1945: Alfred Hausner

## Kommunalverfassung
Bereits am Tag vor der förmlichen Eingliederung in das Deutsche Reich, nämlich am 20. November 1938, wurden alle Gemeinden der Deutschen Gemeindeordnung vom 30. Januar 1935 unterstellt, welche die Durchsetzung des Führerprinzips auf Gemeindeebene vorsah. Es galten fortan die im bisherigen Reichsgebiet üblichen Bezeichnungen, nämlich statt:
- Ortsgemeinde: Gemeinde,
- Marktgemeinde: Markt,
- Stadtgemeinde: Stadt,
- Politischer Bezirk: Landkreis.

## Städte und Gemeinden
(Einwohner 1930/1939)

### Städte
1. Mährisch Trübau (8.167/8.199)

### Gemeinden
1. Altstadt (1.077/1.037)
2. Biskupitz (749/744)
3. Blosdorf (894/890)
4. Brezinek (191/212)
5. Briesen (471/483)
6. Charlottendorf (190/175)
7. Deschna (494/496)
8. Deutsch Brodek, Markt (1.234/1.141)
9. Dittersdorf (451/436)
10. Dörfles (336/345)
11. Grünau (390/384)
12. Hinter Ehrnsdorf (660/653)
13. Johnsdorf (341/334)
14. Kornitz (1.070/999)
15. Krönau, Markt (638/688)
16. Kunzendorf (1.330/1.318)
17. Langenlutsch (1.474/1.452)
18. Lohsen (334/299)
19. Mariakron (235/215)
20. Markt Türnau, Markt (958/975)
21. Moligsdorf (211/195)
22. Neudorf (595/605)
23. Ober Rauden (287/280)
24. Öhlhütten (333/355)
25. Petersdorf (269/255)
26. Pirkelsdorf (212/219)
27. Pohler (402/411)
28. Pohres (142/131)
29. Porstendorf (1.608/1.589)
30. Putzendorf (327/298)
31. Ranigsdorf (710/719)
32. Rattendorf (311/297)
33. Rehsdorf (330/313)
34. Reichenau (1.402/1.337)
35. Rostitz (458/480)
36. Runar (627/615)
37. Schlettau (306/306)
38. Schneckendorf (200/184)
39. Schubirow (730/830)
40. Schwanenberg (178/153)
41. Seibelsdorf (65/79)
42. Suschitz (479/485)
43. Triebendorf, Markt (1.823/1.709)
44. Undangs (478/481)
45. Uttigsdorf (427/419)
46. Vorder Ehrnsdorf (272/270)
47. Wachtl (1.566/1.610)
48. Wojes (101/91)

## Ortsnamen
Es galten die bisherigen Ortsnamen weiter, und zwar in der deutsch-österreichischen Fassung von 1918.
1943 wurden die Gemeinden Döschna und Schwanenberg in die Gemeinde Deutsch Brodek, Markt, eingegliedert.